# Seitaro Ichinohe
Seitaro Ichinohe (Japans: 一戸 誠太郎) (Bihoro (Subprefectuur Okhotsk), 25 januari 1996) is een Japanse langebaanschaatser. Hij haalde op de wereldkampioenschappen schaatsen allround 2020 in Hamar de bronzen medaille achter Patrick Roest en Sverre Lunde Pedersen. Als gevolg van de Coronapandemie nam Ichinohe in het daaropvolgende seizoen 2020-2021, evanals andere Aziatische schaatsers, niet deel aan internationale wedstrijden. 
Seitaro Ichinohe is lid van de Bihoro Speed Skating Association. Zijn thuisbaan is de gemeentelijke ijsbaan van Taishobashi.

## Persoonlijke records
| Afstand      | Tijd     | Datum            | Baan           |
| ------------ | -------- | ---------------- | -------------- |
| 500 meter    | 36,17    | 29 februari 2020 | Hamar          |
| 1000 meter   | 1.11,86  | 26 november 2016 | Ikaho          |
| 1500 meter   | 1.42,36  | 16 februari 2020 | Salt Lake City |
| 3000 meter   | 3.40,83  | 13 oktober 2018  | Nagano         |
| 5000 meter   | 6.12,80  | 1 december 2017  | Calgary        |
| 10.000 meter | 13.07,88 | 1 maart 2020     | Hamar          |

(laatst bijgewerkt: 1 maart 2020)

## Resultaten
| Jaar | WK Allround  | WK Afstanden                            | Olympische Spelen                 | WK Junioren             |
| ---- | ------------ | --------------------------------------- | --------------------------------- | ----------------------- |
| 2014 |              |                                         |                                   | 15e (19e, 22e, 22e, 6e) |
| 2015 |              |                                         |                                   | 12e 1500m 9e 5000m      |
|      |              |                                         |                                   |                         |
| 2018 |              |                                         | 9e 5000m 5e achtervolging         |                         |
| 2019 |              | 4e 1500m 5e massastart 4e achtervolging |                                   |                         |
| 2020 | · (, 8e, , ) | 6e 1500m · 14e 5000m · achtervolging    |                                   |                         |
|      |              |                                         |                                   |                         |
| 2022 |              |                                         | 10e 1500m 12e 5000m 8e massastart |                         |
| 2023 |              | 6e 5000m 5e achtervolging               |                                   |                         |
| 2024 |              | 23e 1500m 12e 5000m                     |                                   |                         |

(#, #, #, #) = afstandspositie op juniorentoernooi (500m, 3000m, 1500m, 5000m) of op allroundtoernooi (500m, 5000m, 1500m, 10000m).